# チャン・ジン
チャン・ジン（張 鎭、1971年2月24日  - ）は、韓国の映画監督、映画プロデューサー、舞台演出家、脚本家、舞台戯曲作家、俳優、Film it Suda代表である。

## 略歴
- 韓国ソウル市生まれ。
- ソウル芸術高等学校卒業。高校時代より俳優として演劇活動を始める。1986年 ソウル青少年演劇祭にて最優秀演技賞受賞。
- ソウル芸術専門大学（現：ソウル芸術大学）演劇科 卒業。大学時代、チョン・ジェヨン（現：韓国の男性俳優）と知り合う。
- 軍隊除隊後は放送作家として活動。
- 1995年、『千戸洞 旧交差点』（原題 천호동 구사거리）朝鮮日報（조선일보）主催の 新春文芸戯曲部門で入選、それを境に本格的に演劇界入りする。
- 1995年、『犬のような日の午後』（原題 개같은 날의 오후）監督イ・ミニョン（이민용）- 映画脚本家としてデビュー（共同）。
- 1998年、『あきれた男たち』（原題 기막힌 사내들）- 初めて映画監督を手掛ける
- 1998年、文化創作集団『スダ』をイム・ウォニら演劇関係者らと共に結成する。
- 2001年8月、『スダ』を『Film it Suda』に名称変更、会社として再スタートさせる。
- 2005年、『トンマッコルへようこそ』（原題 웰컴 투 동막골）監督パク・クァンヒョン（박광현） - プロデューサーを手掛ける（兼脚本）。
- 2007年５月27日、結婚。
- 2017年の韓国大統領選挙では文在寅を支持した[3]。

## 映画作品
- 1995年『犬のような日の午後』（原題 개같은 날의 오후）監督イ・ミニョン（이민용） - 共同脚本、出演
- 1996年『君はジャズを信じるか?』（原題 너희가 재즈를 믿느냐?）監督オ・イルファン（오일환） - 共同脚本
- 1998年『あきれた男たち』（原題 기막힌 사내들） - 監督、脚本
- 1999年『SPYリー・チョルジン 北朝鮮から来た男』（原題 간첩 리철진） - 監督、脚本
- 2000年『リメンバー・ミー』（原題 동감）監督キム・ジョングォン（김정권） - 共同脚本
- 2000年『極端な一日』（原題 극단적 하루）インターネット公開作品 短編 - 監督、脚本
- 2001年『ガン&トークス』（原題 킬러들의 수다）- 監督、脚本、出演
- 2002年『ムッチマ・ファミリー』（原題 묻지마 패밀리）- PD、共同脚本
- 2003年『天国からの手紙』（原題 화성으로 간 사나이）監督キム・ジョングォン（김정권） - 脚本
- 2003年『お父さんには内緒』（原題 아버지 몰래）携帯電話機用コンテンツ 短編 - 監督
- 2004年『小さな恋のステップ』（原題 아는 여자）- 監督、PD、出演
- 2004年『夕立はやみましたか』（原題 소나기는 그쳤나요）『1．3．6』の一編 - 監督
- 2005年『ありがたい人』（原題 고마운 사람）『五つの視線』（다섯 개의 시선）の一編 - 監督
- 2005年『トンマッコルへようこそ』（原題 웰컴 투 동막골）監督パク・クァンヒョン（박광현） - PD、脚本
- 2005年『拍手するときに去れ』（原題 박수칠 때 떠나라）- 監督、脚本
- 2006年『華麗なる系譜』（原題 거룩한 계보）- 監督、脚本
- 2007年『正しく生きよう』（原題 바르게 살자）- PD、脚本
- 2007年『My Son ～あふれる想い～』（原題 아들）- 監督、脚本
- 2008年『カン・チョルジュン 公共の敵1-1』（原題 강철중: 공공의 적 1-1）- 脚本
- 2009年『グッドモーニング・プレジデント』（原題 굿모닝 프레지던트）- 監督、脚本
- 2010年『テンジャン/味噌』（原題 된장）- 脚本
- 2010年『クイズ王』（原題 퀴즈왕）- 監督、脚本、出演
- 2010年『ロマンチック・ヘブン』（原題 로맨틱 헤븐）- 監督
- 2014年『ハイヒールの男』- 監督、脚本

## 受賞歴
- 2000年 第36回 百想芸術大賞 シナリオ賞『SPYリー・チョルジン 北朝鮮から来た男』（原題 간첩 리철진）
- 2004年 第5回 釜山映画評論家協会賞 脚本賞『小さな恋のステップ』（原題『아는 여자』）
- 2005年 第4回 大韓民国映画大賞 脚本脚色賞『トンマッコルへようこそ』（原題 『웰컴 투 동막골』）